# Liste der Kulturdenkmale in Windischleuba
In der Liste der Kulturdenkmale in Windischleuba sind einige Kulturdenkmale der ostthüringischen Gemeinde Windischleuba im Landkreis Altenburger Land und ihrer Ortsteile aufgelistet. Diese Liste basiert nicht auf der offiziellen Denkmalliste der Unteren Denkmalschutzbehörde des Landkreises. Grundlage hierfür ist gegebenenfalls vorhandene Literatur beziehungsweise vorhandene Denkmalplaketten an den einzelnen Objekten. Deswegen ist diese Liste sehr unvollständig.

## Bocka
| Bild                           | Bezeichnung | Lage                 | Datierung | Beschreibung | ID |
| ------------------------------ | ----------- | -------------------- | --------- | ------------ | -- |
| weitere Bilder Fotos hochladen | Kirche      | Mittelstraße (Karte) |           |              |    |

## Windischleuba
| Bild                                    | Bezeichnung   | Lage                         | Datierung        | Beschreibung                      | ID |
| --------------------------------------- | ------------- | ---------------------------- | ---------------- | --------------------------------- | -- |
| BW                                      | Hof mit Tor   | Erich-Mäder-Straße 4 (Karte) |                  | Umgebindewohnhaus mit Bohlenstube |    |
| weitere Bilder Fotos hochladen          | Kirche        | Luckaer Straße (Karte)       | Unbekannter Wert | St. Nikolaus-Kirche               |    |
| Direkt Bild zu diesem Denkmal hochladen | Wasserwerk    | Luckaer Straße               |                  |                                   |    |
| weitere Bilder Fotos hochladen          | Wasserschloss | Pestalozziplatz 1 (Karte)    |                  |                                   |    |